# Жан Етьєн Монтюкла
Жан Етьєн Монтюкла (фр. Jean-Étienne Montucla; 5 вересня 1725 — 18 грудня 1799) — французький математик та історик математики.
Член Паризької академії наук (1796; associé non résidant de la 1ère Classe de l'Institut national), іноземний член Берлінської академії наук (1755).
Автор першої в історії монографії з історії математики (1758, доопрацьована і видана посмертно 1799 року).

## Біографія та наукова діяльність
Навчався в Тулузькому університеті та в Сорбонні. З 1758 знаходився на державній службі, працював секретарем інтендантства в Греноблі (1761). 1764 року був секретарем колонізаційної експедиції в Гвіану, з 1765 в Парижі завідував цензурою книг з математики. У Версалі здійснював нагляд за будівництвом (1766—1791).
1754 року опублікував «Історію досліджень квадратури кола» (фр. Histoire des récherches sur la quadrature du cercle). 1758 року став першим істориком математики, опублікувавши фундаментальну роботу «Історія математики» у двох томах (фр. Histoire des mathématiques). Посмертно, 1799 року її доповнив до чотирьох томів і видав астроном Жозеф Жером Лефрансуа де Лаланд (1799). Перші 2 томи викладають історію «чистої математики», тому 3 присвячений історії прикладної математики та механіки, тому 4 — історія астрономії. Праця Монтюкла послужила основою для подальших робіт у цьому напрямку.
У результаті Французької революції впав у злидні, з яких лише незадовго до смерті зумів вибратися завдяки перевиданню «Історії математики». Монтюкла перевидав доповнену ним редакцію «Математичних та фізичних розваг» Жака Озанама (1778).